# Ion Barbu (Fußballspieler, 1938)
Ion „Bebe“ Barbu (* 24. Dezember 1938 in Craiova; † 2. Mai 2011 in Pitești) war ein rumänischer Fußballspieler.

## Sportlicher Werdegang
Barbu spielte zunächst unterklassig für Lokomotive Craiova und Dinamo Obor Bukarest in der Divizia B. 1959 schloss er sich dem seinerzeitigen Zweitligisten Dinamo Pitești an, wo er mit einer kurzen Unterbrechung in der Spielzeit 1970/71 die nächsten 15 Jahre bleiben sollte. 1961 stieg er mit dem Klub erstmals in die Divizia A auf, dem direkten Wiederabstieg folgte der erneute Aufstieg 1963. In der Folge etablierte sich der Verein in der ersten Spielklasse, zudem erreichte die Mannschaft 1965 das Finale des Cupa României. Das Spiel ging gegen Știința Cluj mit 1:2 verloren, Barbu gehörte dabei nicht zu den von Trainer Vintilă Mărdărescu eingesetzten Akteuren.
Am Ende der Spielzeit 1965/66 belegte Barbu mit der Mannschaft den vierten Tabellenplatz, der die Qualifikation für den Europapokal nach sich zog. Im Messestädte-Pokal 1966/67 erreichte die Mannschaft nach Erfolgen über den FC Sevilla und den FC Toulouse die dritte Runde, in der sich Dinamo Zagreb mit einem 1:0-Erfolg bei Dinamo Pitești und einem 0:0-Remis durchsetzte. Parallel avancierte Barbu zum Auswahlspieler in der rumänischen Nationalmannschaft und debütierte im November 1966 beim 4:3-Erfolg über Polen in einem Freundschaftsspiel. Obwohl nur Drittletzter in der Folgesaison, wurde die Mannschaft erneut in den Messestädte-Pokal entsandt, wo sie – zwischenzeitlich in FC Argeș Pitești umbenannt – dieses Mal in der ersten Runde an Ferencváros Budapest scheiterte. In der Meisterschaft war die Mannschaft hingegen erfolgreicher und wurde hinter Steaua Bukarest Vizemeister. 
1970 wechselte Barbu zu Beşiktaş Istanbul in die Türkei. Damit gehörte er zu den ersten rumänischen Spielern, die unter dem kommunistischen Regime ins Ausland wechseln durften. Nach einer Spielzeit kehrte er jedoch zu Argeș Pitești zurück, in der Spielzeit 1971/72 holte der Verein den ersten Meistertitel der Vereinsgeschichte. Im Europapokal der Landesmeister 1972/73 erreichte die Mannschaft das Achtelfinale, in der sie angeführt von Mannschaftskapitän Barbu nach einem 2:1-Heimerfolg durch eine 1:3-Rückspielniederlage bei Real Madrid ausschied. Der Hinspielerfolg ist bis heute der einzige Sieg einer rumänischen Mannschaft über den Rekordeuropapokalsieger.
1974 beendete Barbu seine aktive Laufbahn und arbeitete zunächst als Trainer bei Muscelul Câmpulung, Metalurgistul Cugir und DJS Argeș. Zwischen 1978 und 1982 bekleidete er das Amt des Präsidenten von Argeș Pitești, unter seiner Ägide wurde der Klub in der Spielzeit 1978/79 zum zweiten Mal rumänischer Meister. Später war er wieder für diverse Vereine als Trainer tätig.
Barbu hatte zwischen 1966 und 1968 insgesamt sieben Länderspiele bestritten. Dabei hatte er zwei Mal die Mannschaft als Mannschaftskapitän aufs Spielfeld geführt.
Im Mai 2011 erlag Barbu im Alter von 72 Jahren den Folgen einer Darmkrebserkrankung, für die er zuvor zwei Mal operiert worden war.

## Erfolge
- Rumänischer Meister: 1972